# Franco Corelli
Franco Corelli (8. dubna 1921 Ancona – 29. října 2003 Milán) byl italský operní pěvec a tenorista. Jeho operní kariéra byla vymezena lety 1951 až 1976. Jeho tenor byl označován za "spinto" (mezi lyrickým a dramatickým). Byl oslavován za svůj silný hlas, elektrizující horní tóny, čistý témbr, vášnivý zpěv a pozoruhodné výkony. Diváci byli okouzleni jeho zjevem a charismatickým vystupováním na jevišti. Ve zpěvu byl do značné míry samouk, jeho odpor k učitelům zpěvu byl proslulý. Byl přitom ovlivněn technikou spuštěného hrtanu Arturo Melocchiho.
V létě 1951 Corelli vyhrál Maggio Musicale Fiorentino ve Florencii a na podzim následujícího roku debutoval ve Spoletu. V květnu 1952 debutoval v Římské opeře jako Maurizio v opeře Adriana Lecouvreur. Patřil k hlavním oporám scény až do roku 1958. Zde se také utvořilo jeho proslulé jevištní partnerství s Marií Callasovou. Roku 1954 debutoval v La Scale, v roce 1957 ve Vídeňské státní opeře a v Covent Garden, v roce 1958 v Sanfranciské opeře, roku 1961 v Berlínské státní opeře a ve stejném roce v newyorské Metropolitní opeře jako Manrico v Trubadúrovi po boku sopranistky Leontyny Priceové. V Met zpíval s velkým úspěchem až do roku 1974. V roce 1964 debutoval v Pařížské opeře. Na počátku 70. let začal Corelliho hlas vykazovat známky opotřebení a roku 1976, ve svých 55 letech, tak musel kariéru ukončit. Po odchodu z jeviště se stal populárním učitelem zpěvu v New Yorku.